# Арубанский референдум по независимости (1977)
Референдум по независимости Арубы прошёл 25 марта 1977 года. Выбор был между независимостью острова и его автономией в рамках Нидерландских Антильских островов В 1976 году проведение референдума было одобрено парламентом Арубы. 
Независимость была одобрена большинством избирателей в 95% голосов. В 1983 году независимость была согласована в Гааге и в 1986 году Аруба провозгласила независимость и отделилась от Нидерландов В 1994 году планы по полной независимости были отменены. Нидерланды по-прежнему обеспечивают оборону и внешнюю политику Арубы. 

## Результаты
| Да или нет                 | Голосов | Процент  |
| -------------------------- | ------- | -------- |
| Да                         | 21 418  | 95,17 %  |
| Нет                        | 1 085   | 4,83 %   |
| Всего голосов              | 26 172  | 100,00 % |
| Явка                       | 70,08 % | 70,08 %  |
| Источник: Direct Democracy |         |          |